# Devania naviculiforma
Devania naviculiforma är en sjöstjärneart som beskrevs av Marsh 1974. Devania naviculiforma ingår i släktet Devania och familjen Ophidiasteridae. Inga underarter finns listade i Catalogue of Life.